# 室見站

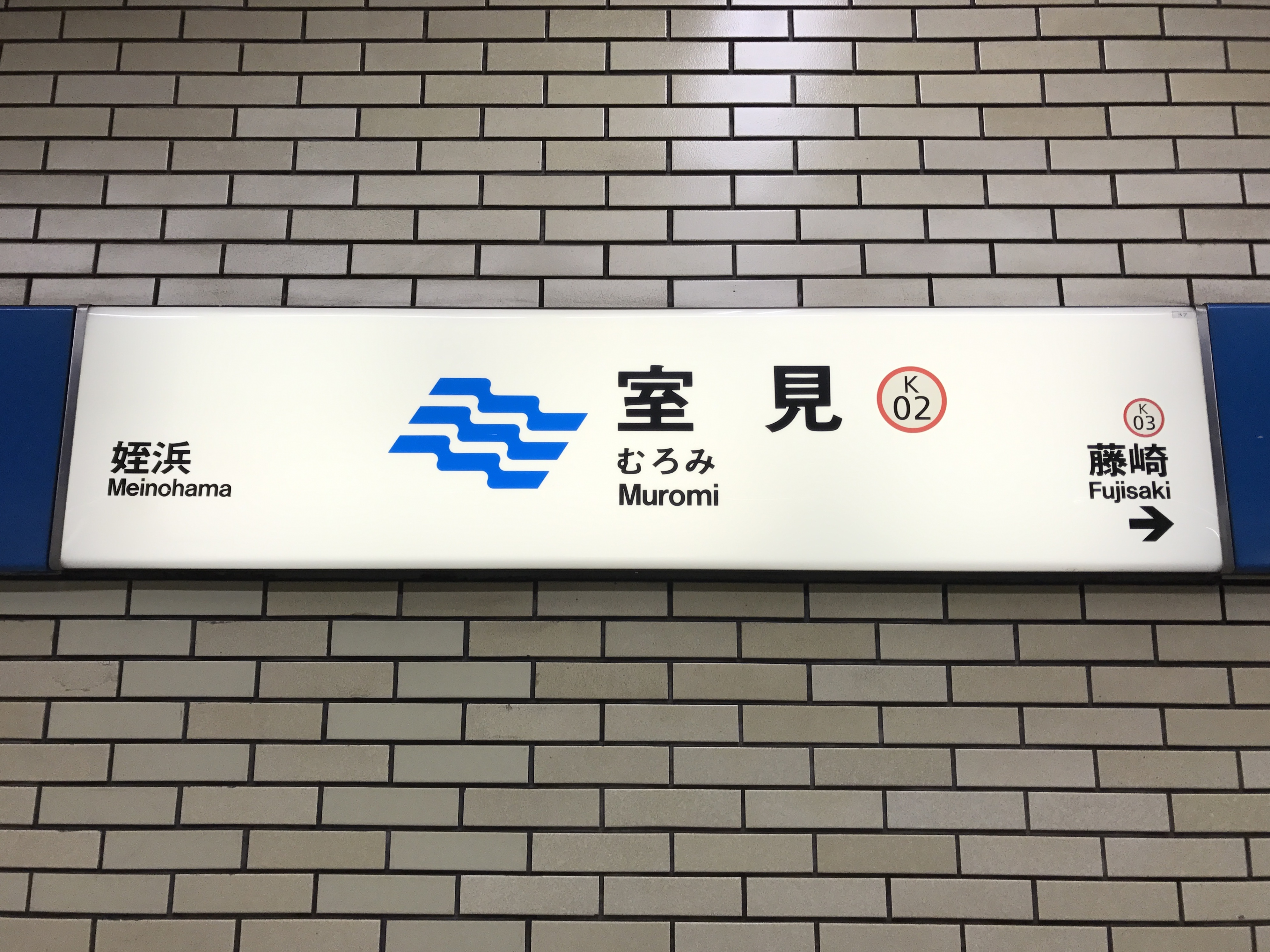
站名牌（2016年10月）

室見站（日语：／ Muromi eki */?）是一個位於日本福岡縣福岡市早良區室見1丁目，屬於福岡市地下鐵機場線的鐵路車站。車站編號是K02。

## 歷史
- 1981年（昭和56年）7月26日 - 開業。
- 2003年（平成15年）12月6日 - 此站成為九州首個使用月台閘門的車站。

## 車站構造
對向式月台2面2線的地底車站。

### 月台配置
| 月台 | 路線   | 目的地                         |
| ---- | ------ | ------------------------------ |
| 1    | 機場線 | 天神、博多、福岡機場、貝塚方向 |
| 2    | 機場線 | 姪濱、筑前前原、唐津方向       |

## 利用狀況
2016年（平成28年）度1日平均上車人次為8,558人。機場線內是僅次於祇園站，排行第2少。
近年的1日平均上車人次推移如下表。
| 年度               | 1日平均 上車人次 |
| ------------------ | ---------------- |
| 2001年（平成13年） | 8,379            |
| 2002年（平成14年） | 7,983            |
| 2003年（平成15年） | 7,699            |
| 2004年（平成16年） | 7,553            |
| 2005年（平成17年） | 7,137            |
| 2006年（平成18年） | 7,360            |
| 2007年（平成19年） | 7,398            |
| 2008年（平成20年） | 7,361            |
| 2009年（平成21年） | 7,194            |
| 2010年（平成22年） | 7,199            |
| 2011年（平成23年） | 7,434            |
| 2012年（平成24年） | 7,553            |
| 2013年（平成25年） | 7,721            |
| 2014年（平成26年） | 7,766            |
| 2015年（平成27年） | 8,189            |
| 2016年（平成28年） | 8,558            |

## 相鄰車站
福岡市交通局（福岡市地下鐵）
 機場線
姪濱（K01）－室見（K02）－藤崎（K03）

## 外部連結
- 福岡市地下鐵 室見站（页面存档备份，存于）（日語）